# شهرداری‌های آمازوناس
این لیست شهرداری‌های آمازوناس در ایالت آمازوناس (برزیل) است :
- کوآری
- کاپیرانگا
- کوداژاس
- اوروکوریتوبا
- کاریرو دا وارزیا
- ایراندوبا
- ماناکوری
- مانائوس
- سائو سباستین دو آتوما
- ریو پرتو دا اوا
- آلوارایس
- سانتا ایزابل د ریو نگرو
- سائو گابریل د کاشوایرا
- آماتورا
- سائو پائولو دلده الیونکولرسا
- کراواری
- ایرونپه
- نوو آریپوآنا
- کنوتاما
- لابرآ
- تاپوآ